# Cirrophorus lyriformis
Cirrophorus lyriformis är en ringmaskart. Cirrophorus lyriformis ingår i släktet Cirrophorus och familjen Paraonidae. Inga underarter finns listade i Catalogue of Life.